# Friedrich Adolf Christian Koch
Friedrich Adolph Christian Koch (* 11. März 1835 in Trier; † 17. Dezember 1910 ebenda) war ein deutscher Apotheker und Politiker.

## Leben
Koch war der Sohn des Apothekers Johann Friedrich Christian Koch (* 10. Juli 1795 in Tonndorf; † 20. Dezember 1843 in Trier) und dessen Ehefrau Viktoria geborene Grach (* 14. April 1806 in Trier; † 19. April 1881 ebenda). Er war evangelisch und heiratete Elise Friederika Wilhelmine Metz (* 1837 in Brandenburg; † 21. September 1925 in Trier).
Koch war Besitzer der väterlichen Koch'schen Apotheke (später Adler-Apotheke). Am 10. Dezember 1860 wurde er zum Apotheker 1. Klasse ernannt. Am 30. August 1861 erhielt er eine Konzession zur Fortführung der väterlichen Apotheke. Zum 1. Januar 1893 verkaufte er die Apotheke an Wilhelm Beck.
Er war vor 1879 und bis mindestens 1899 Stadtverordneter in Trier. Von 1879 bis 1888 war er stellvertretender Abgeordneter im Provinziallandtag der Rheinprovinz für den Stand der Städte und die Stadt Trier. 1884 und Februar 1888 wurde er als Stellvertreter einberufen und nahm an den Landtagsberatungen teil.